# Dierona
Dierona (griechisch Διερώνα) ist eine Gemeinde im Bezirk Limassol in der Republik Zypern. Bei der Volkszählung im Jahr 2021 hatte sie 191 Einwohner.

## Lage und Umgebung

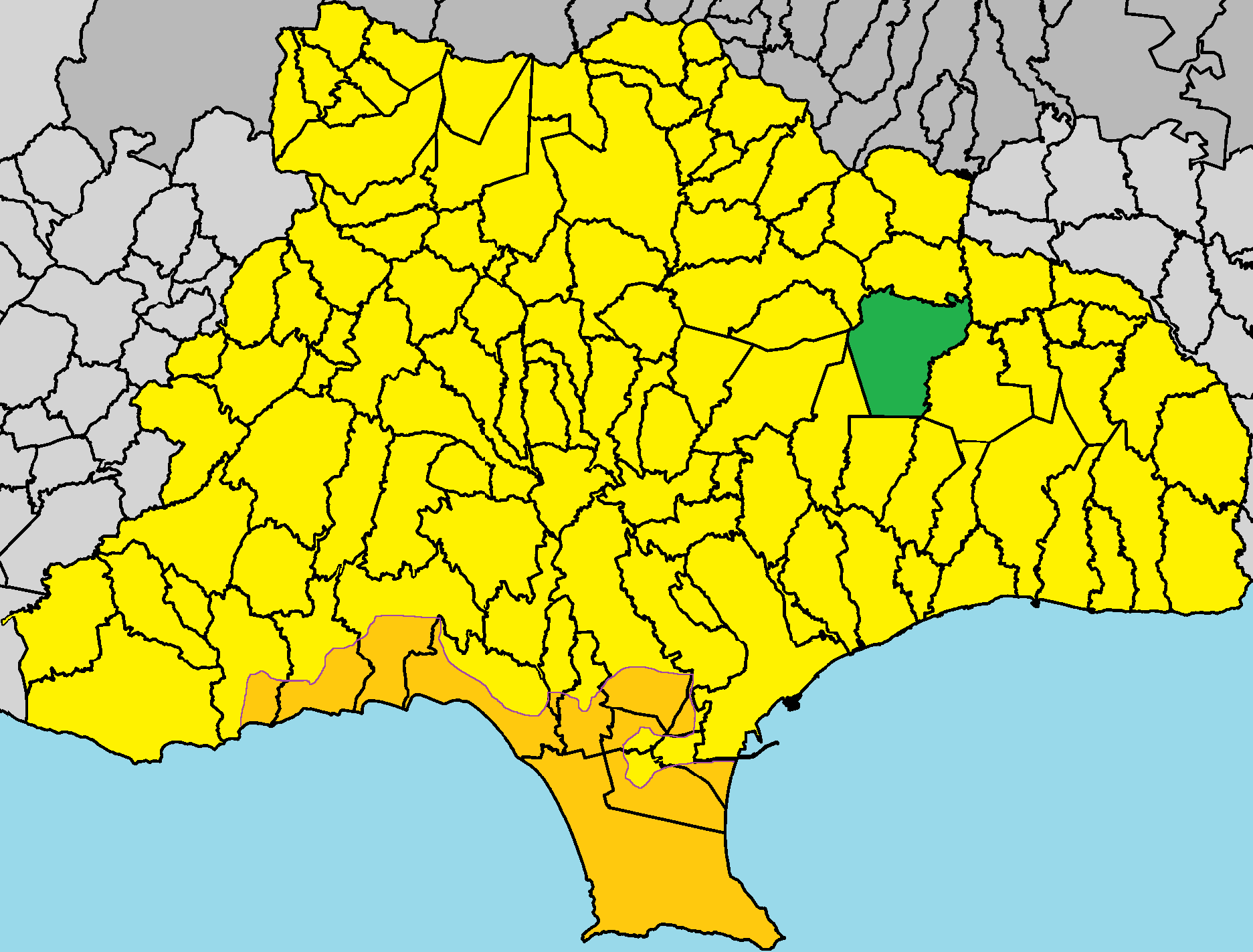
Lage im Bezirk Limassol

Dierona liegt im Süden der Mittelmeerinsel Zypern auf einer Höhe von etwa 730 Metern, etwa 20 Kilometer nordöstlich von Limassol. Hier werden meist Zitrusfrüchte angebaut, hauptsächlich Mandarinen, Oliven, Johannisbrot und Mandeln. Es liegt in der geografischen Region Pitsilia. Das etwa 23 Quadratkilometer große Dorf grenzt im Norden an Arakapas, im Nordosten an Eptagonia, im Osten an Prastio (Kellaki), im Süden an Akrounda, im Südwesten an Mathikoloni, im Westen an Apsiou und im Nordwesten an Kalo Chorio.

## Geschichte
Die ersten Erwähnungen von Dierona stammen aus der Zeit der fränkischen Besetzung. Das Dorf war eines der Lehnwesen der Templerorden. Dann kam es in den Besitz der Ritter des Johanniterordens. Der Name des Dorfes war damals „Ierona“. Louis de Mas Latrie führt auf seiner Karte die Siedlung als Pano Hierona und einen Ort im Südwesten als Kato Hierona auf, der keine Siedlung war.

### Bevölkerungsentwicklung
| Jahr      | 1881 | 1891 | 1901 | 1911 | 1921 | 1931 | 1946 | 1960 | 1976 | 1982 | 1992 | 2001 | 2011 | 2021 |
| Einwohner | 189  | 202  | 182  | 216  | 245  | 242  | 310  | 322  | 304  | 292  | 286  | 258  | 192  | 191  |